# バラシン
バラシン (varacin) は、尾索動物亜門ホヤ綱マメボヤ目ヘンゲボヤ科の生物に見られる二環式有機硫黄化合物である。ペンタチエピン環を含み、これがDNAと反応するので、誘導体は抗菌性、抗腫瘍特性が研究されている。